# Cho Yong-pil
Cho Yong-pil (Hangul: 조용필, ur. 21 marca 1950 w Hwaseong) – południowokoreański piosenkarz wykonujący muzykę z pogranicza muzyki pop i rocka, aktywny w przemyśle rozrywkowym od 1968 roku. Jest artystą z największą liczbą sprzedanych albumów w Korei Południowej. Nakład ze sprzedaży wszystkich jego wydawnictw wynosi 20 milionów sprzedanych egzemplarzy.

## Dyskografia
Wybrana twórczość

### Albumy studyjne
- Woman outside window (1979)
- Blessing (Candlelight) (1980)
- Hate Hate Hate…Woman & man (1981)
- Do not find oriole (1982)
- A friend (1983)
- Party of tear (1984)
- Let's go travel (1985)
- Cho yong-pil Vol.8 (1986)
- Love and life and I (1987)
- '88 Cho yong-pil 10th album (1988)
- Cho Yong-pil 10th Album Part.II (1989)
- 90 Vol Sailing Sound (1990)
- The Dreams (1991)
- CHO YONG PIL 14 (1992)
- CHO YONG PIL 15 (1994)
- Eternally (1997)
- Ambition (1998)
- Over The Rainbow (2003)
- Hello (2013)